# Taygetis virgilia
Espèce
Taygetis virgilia est une espèce de papillons de la famille des Nymphalidae, de la sous-famille des Satyrinae et du genre Taygetis.

## Dénomination
Taygetis virgilia a été décrit par Pieter Cramer en 1776 sous le nom de Papilio virgilia.
Synonyme : Papilio rebecca Fabricius, 1793 ; Taygetis nympha Butler, 1868; Taygetis erubescens Butler, 1868.

### Noms vernaculaires
Taygetis virgilia se nomme Stub-tailed Satyr ou Virgilia Wood Nymph en anglais,.

## Description
Taygetis virgilia est un grand papillon à l'apex de l'aile antérieure pointu et aux ailes postérieures dentelées, avec une pointe en n4. Le dessus est marron cuivré avec une forme de la saison sèche plus claire que la forme de la saison humide.
Le revers est de couleur beige nacré à rose violacé avec de fines lignes foncées en limite des aires basale et discale, discale et postdiscale avec dans l'aire postdiscale une ligne de discrets ocelles.

## Biologie
Taygetis virgilia se rencontre en juin juillet en Guyane.

## Écologie et distribution
Taygetis virgilia est présent au Mexique, au Honduras, en Colombie, en Bolivie, au Surinam, en Guyana et en Guyane,,.

### Biotope
Il réside en sous-bois très sombre de la forêt humide,.

### Protection
Pas de statut de protection particulier